# Ortorexie
Ortorexia este preocuparea excesivă cu evitarea mâncărurilor considerate nesănătoase. Orthorexia nervosa (cunoscută drept ortorexie) este o tulburare de nutriție sau tulburare de mentală propusă spre acceptare medico-științifică, fiind caracterizată de o preocupare extremă sau excesivă cu evitarea mâncărurilor considerate de subiect drept a fi nesănătoase.
Ortorexia apare adesea când o persoană nu se simte bine fără a avea reguli stricte în ce privește mâncarea. Ea evită mâncărurile despre care crede că ar fi rele, dintr-un sentiment de insecuritate sau de a fi nedemnă. Se poate de asemenea ca cineva care suferă de ortorexie se supraalimentează cu nutrienți, deoarece nu poate suporta gândul că aceștia i-ar lipsi. Pe lângă factorii genetici, cauzele sunt căutate atât în factori psihici cât și în factori de mediu: întâmplări traumatice, frică de a comite greșeli și perfecționism, anxietatea de a pierde controlul de sine, imagine de sine nerealistă. Adesea aceste persoane se simt superioare altora prin urmarea dietelor proprii, ceea ce face să pară că persoana nu duce lipsă de stimă de sine. Ortorexia apare ceva mai des la dieteticieni și la personalul medico-sanitar.
„Îl știi pe tipul sau tipa „aceea” care, atunci când ieșiți în oraș în grup, nu contenește să turuie despre ultima dietă minune pe care a descoperit-o, despre cum mâncarea e plină de E-uri, despre cum glutenul, soia și carbohidrații sunt toxice? Persoana respectivă nu e „preocupată cu sănătatea”, ci are ortorexie.”—pseudostiinta.ro

## Drepturi de autor
Acest articol a fost copiat de pe http://pseudostiinta.ro/wiki/Ortorexie Arhivat în 19 august 2018, la Wayback Machine. , unde fusese eliberat sub licența CC BY-SA 3.0 RO. Singurul autor: Admin. Pentru modificări ulterioare consultați istoricul paginii. Acest paragraf constituie el însuși o modificare.